# آغاوناتون (کاشاتاق)
آغاوناتون (به ارمنی: Աղավնատուն) یک منطقهٔ مسکونی در جمهوری آرتساخ است که در استان کاشاتاق واقع شده‌است.